# Alexander Schirger
Alexander Schirger (3. října 1925, Praha – 14. února 2013, Rochester, Minnesota, USA) byl profesorem vnitřního lékařství prestižní americké univerzitní nemocnice Mayo Clinic. Zasloužil se například o navázání spolupráce Fakultní nemocnice u sv. Anny v Brně a Mayo Clinic.
31. října 2005 získal čestný doktorát lékařství Masarykovy univerzity. Zprostředkovával pravidelné stáže studentů Lékařské fakulty UK v Hradci Králové.

## Ocenění
- 1990: Pamětní medaile Lékařské fakulty UK v Hradci Králové
- 1996: Čestný člen České angiologické společnosti
- 2005: Čestný doktorát Masarykovy univerzity